# Iavne, Baranivka
Iavne (în ucraineană Явне) este un sat în comuna Ialîșiv din raionul Baranivka, regiunea Jîtomîr, Ucraina.

## Demografie
Componența lingvistică a localității Iavne
     Ucraineană (98,43%)
     Rusă (1,57%)
Conform recensământului din 2001, majoritatea populației localității Iavne era vorbitoare de ucraineană (98,43%), existând în minoritate și vorbitori de rusă (1,57%).